# Otakar Chaloupka
Otakar Chaloupka (14. února 1935 Liberec – 9. července 2013) byl český učitel, literární kritik a vědec, spisovatel.

## Životopis
Své dětství prožil v Chotěboři a tady také absolvoval gymnázium zakončené maturitou v roce 1953. Vystudoval filozofickou fakultu Univerzity Karlovy, obory čeština a maďarština. Po zdárném ukončení studií se stal na několik let učitelem. V roce 1962 své zaměstnání změnil, nastoupil jako aspirant do Pedagogického institutu Jana Ámose Komenského při ČSAV a tady po čtyřech letech obhájil kandidátskou práci nazvanou Umělecké literární dílo v systému výchovy. Pak zde získal doktorát filozofie. V roce 1967 v tomto ústavu působil jako vědecký pracovník. V roce 1980 převzal do svého vedení Kabinet dětské literatury a teorie literární výchovy. Byl mu udělen titul zasloužilý umělec.
Od roku 1958 se stal autorem doslovů k řadě knih, vědeckých prací, sci-fi povídek a románů. Spolupracoval s filmem i televizí.

## Literární dílo

### Vědecké práce
- Teréza Nováková a východní Čechy (1963)
- Vypravěč Josef Štefan Kubín (1966)
- Horizonty čtenářství (1971)
- Vybrané kapitoly z teorie dětské literatury (1979), třídílná práce společně s Vladimírem Nezkusilem
- Kontury české literatury pro děti a mládež (1979), společně s Jaroslavem Voráčkem
- Rozvoj dětského čtenářství (1982)
- Příruční slovník české literatury (2005)

### Prózy
- Kámen ke kameni (1967)
- Kornet a dívka (1970)
- Škaredá středa (1973)
- Ta chvíle, ten okamžik (1976), podle knihy v roce 1981 natočen stejnojmenný film[3]
- Žít u moře (1979)
- Až do konce (1981)
- Zítra ráno (1981)
- Mlčení (1982)
- Perné dny (1986)
- V nepřímém osvětlení (1989)
- Černý pátek (1992)
- Falešné úterý (1996)
- Zlá neděle (1998)
- Deštivé pondělí (1999)
- Radostný čtvrtek (2000)
- Smutná sobota (2002)

### Povídky science fiction
- Podivnost (1985), vydáno v antologii Návrat na planetu Zemi

### Romány science fiction
- Modrý prezident (1980), politicky laděná SF z latinské Ameriky[4]
- Jenom zrnko písku (1986), SF novela o přístroji nahlížejícího do budoucnosti, navazuje na tradici útvaru zvaného romaneto[4]